# Melanolophia rindgei
Melanolophia rindgei là một loài bướm đêm trong họ Geometridae.